# D.J. Shelton
D.J. Shelton (ur. 4 kwietnia 1991 w Rialto) – amerykański koszykarz, występujący na pozycjach silnego skrzydłowego lub środkowego.
Jego wujkiem jest mistrz NBA z 1979 – Lonnie Shelton. Inny wuj – Damion Shelton grał w futbol amerykański na uczelni Sacramento State, a następnie zawodowo. Kuzyn L.J. występował w Cleveland Browns z NFL, natomiast kuzyni Marlon (Washington), Tim (San Diego State) i Titus Shelton (Cal Poly) grali w koszykówkę na poziomie akademickim.
W 2014 rozegrał 5 spotkań w barwach Atlanty Hawks podczas letniej ligi NBA w Las Vegas.
30 czerwca 2017 został zawodnikiem MKS-u Dąbrowy Górniczej. 30 lipca 2018 dołączył do białoruskiego zespołu Cmoków Mińsk. 3 grudnia zawarł umowę z tureckim Banvit Basketbol Kulubu.
18 czerwca 2021 po raz kolejny w karierze podpisał kontrakt z MKS-em Dąbrowa Górnicza. 5 sierpnia 2021 został zwolniony.

## Osiągnięcia
Stan na 23 października 2021, na podstawie, o ile nie zaznaczono inaczej.
College
- Wicemistrz stanu Kalifornia (2011)

Drużynowe
- Zdobywca pucharu Białorusi (2018)[8]

Indywidualne
- MVP miesiąca PLK (grudzień 2017)[9]
- Uczestnik meczu gwiazd ligi bułgarskiej (2017)[10]
- Zaliczony do (przez eurobasket.com):
  - I składu:
    - ligi bułgarskiej (2017)[10]
    - zawodników zagranicznych ligi bułgarskiej (2017)[10]

  - II składu EBL (2018 przez dziennikarzy)[11]
- Lider EBL w zbiórkach (2018)[12]